# Šarena gnojištarka
Šarena gnojištarka ili pjegava gnojištarka (lat. Coprinopsis picacea) je nejestiva gljiva iz roda Coprinopsis. Prvi je put opisao 1785. francuski mikolog Jean Baptiste François Pierre Bulliard kao Agaricus picaceus. Ovu otrovnu vrstu ponekad se može zamijeniti s jestivom velikom gnojištarkom (lat. Coprinus comatus). 

## Opis
- Klobuk šarene gnojištarke je širok od 5 do 8 centimetara, visok od 4 do 6 cm, cilindrično jajolikog oblika, zatim izduženo zvonolik, opnast, smeđečehav ili crnkast, šareno pjegav s bijelim krpama; na kraju se raspada (rastopi).
- Listići su prilično gusti, vretenasti, slobodni, sivocrni i rastopivi.
- Stručak je visok od 3 do 8 centimetara, cilindričan, šupalj, vitak.
- Meso je bijelo, mekano, rastopivo; zadah neugodan.
- Spore su u masi crne, eliptične, 16 – 19 x 10 – 12 μm.

## Stanište
Raste po vlažnim šumama, osobito ispod bukve, ljeti i u jesen.  

## Upotrebljivost
Šarena gnojištarka je bez vrijednosti.

## Sličnosti
To je izvanredno lijepa i zanimljiva gljiva. Zato je ostavimo na ukras prirodi jer je dosta rijetka. Zadah ima takav da se i ne može pomisliti na jelo. 

## Slike
|  |  |  |  |  |
|  |  |  |  |  |